# Doggerstollen

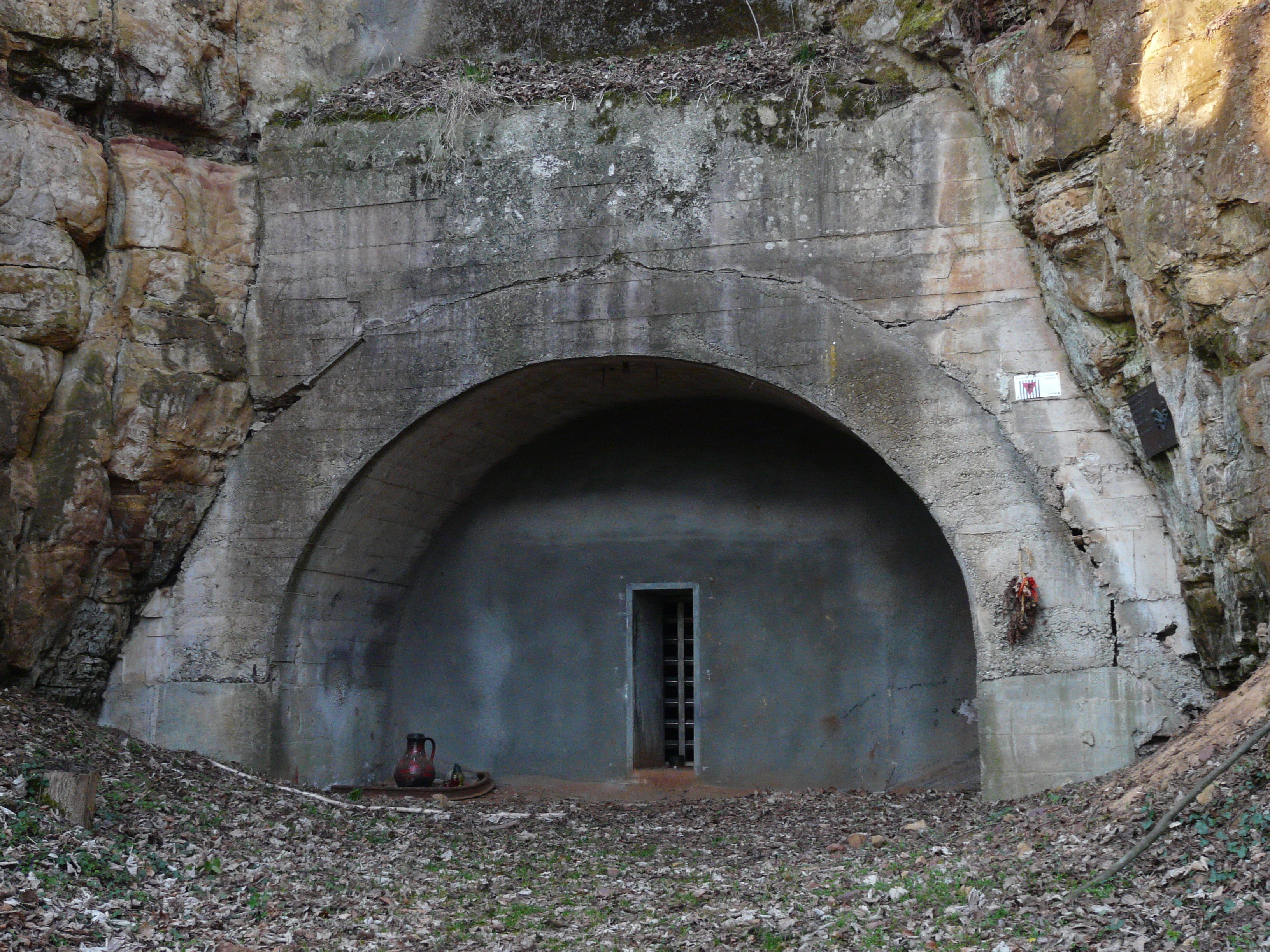
Der Eingang F zum Doggerstollen in der Houbirg

Der Doggerstollen (auch Doggerwerk genannt) ist ein Stollensystem im Bergstock der Houbirg, welches zur Zeit des Nationalsozialismus zur Herstellung von kriegswichtigen Flugzeugmotoren dienen sollte. Der Namensbestandteil Dogger bezieht sich auf einen gelbbraunen feinkörnigen Sandstein, in dem er sich befindet.

## Geschichte
Der Stollen wurde von Mai 1944 bis April 1945 von Häftlingen des KZ-Außenlagers Hersbruck, einem Nebenlager des KZ Flossenbürg, in Zwangsarbeit angelegt. Für den Bau  wurde am 1. März 1944 ein sogenannter Jägerstab eingesetzt, welcher nach einem Übereinkommen zwischen dem Reichsrüstungsministerium und dem Reichsluftfahrtministerium gebildet werden konnte. Im Frühjahr 1944 wurde der Betriebsführung der Bayerischen Motorenwerke München befohlen, die Fertigung der Flugzeugmotoren vom Werk II (Allach bei München) in den Bergstock der Houbirg zu verlagern. Hier sollten für eine geplante unterirdische Fabrik (U-Verlagerung) kriegswichtige BMW 801-Flugzeugmotoren produziert werden.  Die Bauleitung und der SS-Führungsstab befanden sich in Happurg. Der Tarnname war „Esche 1“, jedoch wurde dieser 1945 in „Dogger“ umgewandelt.
Die Häftlinge kamen in der Regel zu Fuß die fünf Kilometer lange Strecke vom Barackenlager in Hersbruck und arbeiteten in zwei Schichten. Vom Bahnhof Pommelsbrunn führte zwecks Materialtransport eine Stichbahn hoch bis zur Baustelle an der Houbirg. Bis Kriegsende wurden 0,5 Millionen Kubikmeter Sandstein in 3,9 Kilometer Stollen gebrochen; davon wurden ca. 750 Meter betoniert. Die Gesamtfläche hätte 100.000 Quadratmeter betragen sollen, fertiggestellt wurden davon lediglich 15.000 Quadratmeter. In dieser Zeit war das KZ-Außenlager mit rund 9.500 Häftlingen besetzt, im besagten Zeitraum kamen auf Grund der Arbeits- und Lebensbedingungen rund 4.000 Menschen ums Leben.

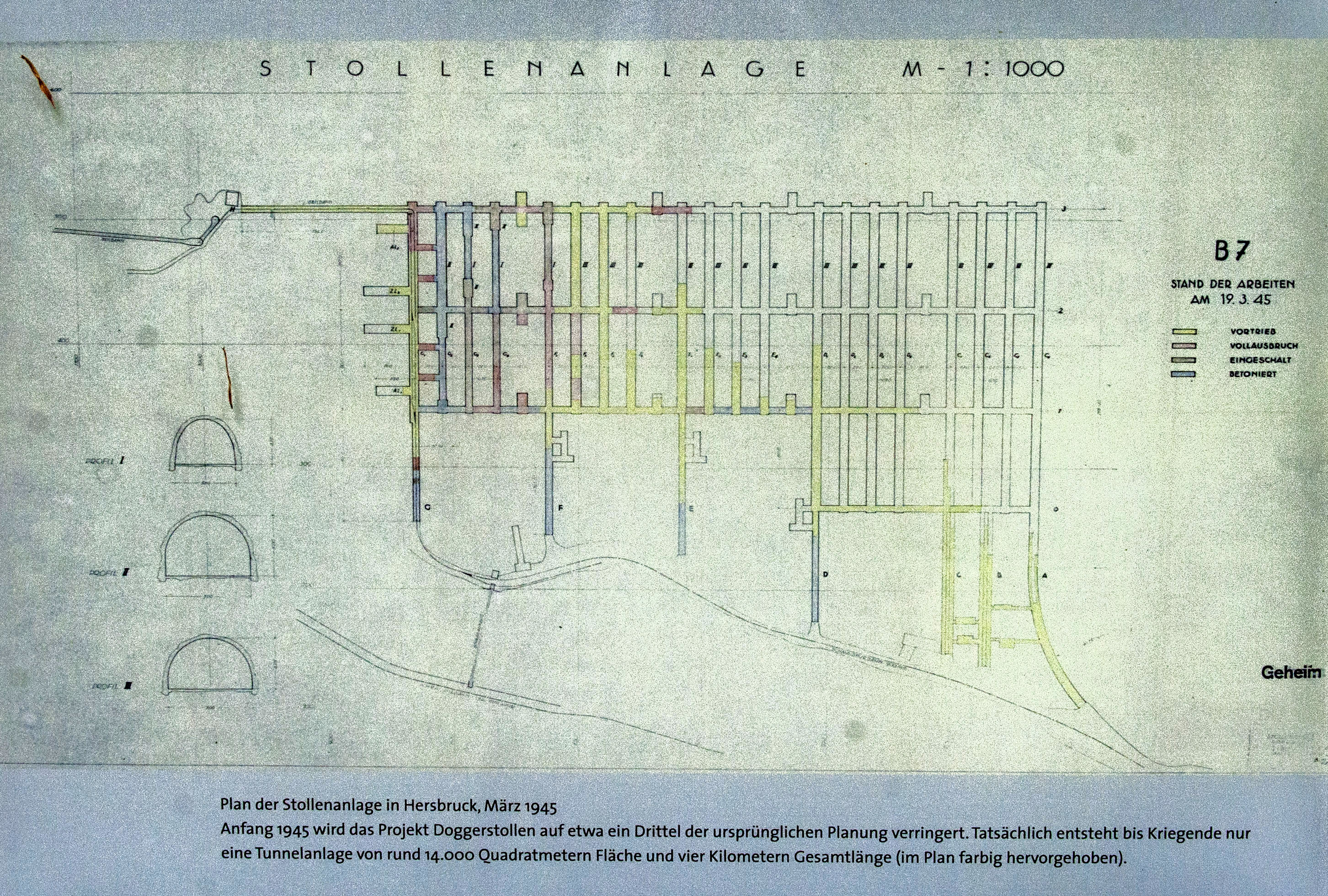
Plan der Anlage

## Doggerstollen heute
Die Stollen sind heute zugemauert und nur mit Sondergenehmigung durch die mehrfach gesicherte Tür im Mundloch von Stollen F als letzte für Menschen nutzbare Öffnung zu betreten. In den vermauerten Stolleneingängen wurden Fluglöcher für Fledermäuse freigelassen. Die Stollen dienen damit heute dem Artenschutz.
Bestrebungen durch den Verein „Dokumentationsstätte KZ Hersbruck“, einen Stollenabschnitt von rund 250 Meter Länge als zeitgeschichtliches Dokument zu öffnen und begehbar zu machen, führten bislang nicht zum Erfolg. Von der zuständigen Bundesbehörde lag die Zustimmung dafür vor. Finanzielle Hoffnungen machte sich der Verein auf das Leader-Plus-Programm der Europäischen Union, das über den Titel „Gesundheitsregion und touristische Belebung“ rund 50 % der notwendigen 325.000 Euro teuren Maßnahme beitragen sollte.
Im Mai 2006 bemängelte jedoch ein Gutachten im Auftrag der Bayerischen Gedenkstättenstiftung das Fehlen „fachlich historischer, didaktischer und museologischer Qualitätsstandards“ im Konzept des Vereins. Jens-Christian Wagner, Gutachter und Leiter der „Mahn- und Gedenkstätte Mittelbau-Dora“ Nordhausen, befürchtete in seiner Expertise, dass in der vorgelegten Konzeptform bei den Besuchern eher „Höhlenromantik und Technikbegeisterung“ überwögen und sozialgeschichtliche Aspekte wie die Leidensgeschichte ungarischer Juden oder die Mitarbeit von Fremdarbeitern und Polizeihäftlingen nicht genügend herausgearbeitet würden.
In einer Stellungnahme vom Juli 2006 widerlegte und entkräftete der Verein die Kritikpunkte des Gutachtens und wies darauf hin, dass nicht zutreffende Annahmen zu der negativen Bewertung der Expertise geführt hätten. Der Verein erstrebe keine komplett eingerichtete Dokumentationsstätte in oder bei den Stollen in Happurg, wie dies im Gutachten angenommen werde, sondern der Schwerpunkt der Aufklärungs- und Erinnerungsarbeit solle nach wie vor in Hersbruck liegen und den gesamten Komplex „Außenlager KZ Hersbruck“ umfassen. Darin ist das Doggerwerk nur einer von mehreren wichtigen Lern- und Gedenkorten.
Dass das Thema mit dieser Expertise nicht vom Tisch sein muss, ergibt sich aus der Expertise selbst, in der auf die Bedeutung des ehemaligen KZ-Geländes in Hersbruck und der Doggerstollen in Happurg hingewiesen wird und die Notwendigkeit der Erhaltung und Kennzeichnung der beiden Stätten im Sinne von Erinnerungs- und Lernorten gefordert wird. Mit dem Gutachten war jedoch die Möglichkeit vergeben, die Stollen kurzfristig mit Hilfe von – jetzt anderweitig ausgeschütteten – EU-Geldern zum halben Preis zu öffnen.
Bei einer Tagung der Stiftung Bayerischer Gedenkstätten am 17. und 18. November 2006 unter dem Motto „Die KZ-Außenlager in Bayern, Bestandsaufnahme und Perspektiven“ auf dem Gelände des Dokumentationszentrums Reichsparteitagsgelände in Nürnberg hatten auch die eingeladenen Vertreter des Hersbrucker Vereins die Gelegenheit, ihre Vorstellungen einer Gedenkstätte Hersbruck/Happurg vor dem anwesenden Fachpublikum, vor KZ-Überlebenden und Vertretern der internationalen Politik darzulegen. Dabei zeigte sich, dass die Vorstellungen des Hersbrucker Vereins und diejenigen der Stiftung Bayerischer Gedenkstätten nicht sehr weit auseinander lagen. Daher wollte man gemeinsam ein Konzept für eine Dokumentationsstätte „KZ-Hersbruck“ ausarbeiten. 
So wurde schließlich am 25. Januar 2016 auch ein Gedenkort eingeweiht, wo auf sechs Infostelen und mit einem historischen Bohrhammer an die von den KZ-Häftlingen erzwungene Schwerstarbeit im Doggerstollen und ihr Leiden und Sterben erinnert wird.
Da inzwischen etwa 10000 m² des Komplexes als stark einsturzgefährdet galten, wurden einige Stollen seit Herbst 2017 im Auftrag der Bundesanstalt für Immobilienaufgaben mit einem Kostenaufwand von etwa 1,8 Millionen Euro verfüllt.

Die Anlage ist vom Bayerischen  Landesamt für Denkmalpflege als Baudenkmal (D-5-74-128-69) ausgewiesen. 

## Dokumentarfilme
- Die Spiegel-TV-Dokumentarfilme „Brutalität in Stein - Die Bauten der Nazis“ (2002) und "Das unterirdische Reich – Die geheimen Welten der Nazis" (2003) zeigen den Doggerstollen von innen und bieten Einblicke in dessen Geschichte.
- Des Weiteren gibt es noch den Dokumentarfilm „KZ Hersbruck und das Doggerwerk“ aus dem Jahr 1999.

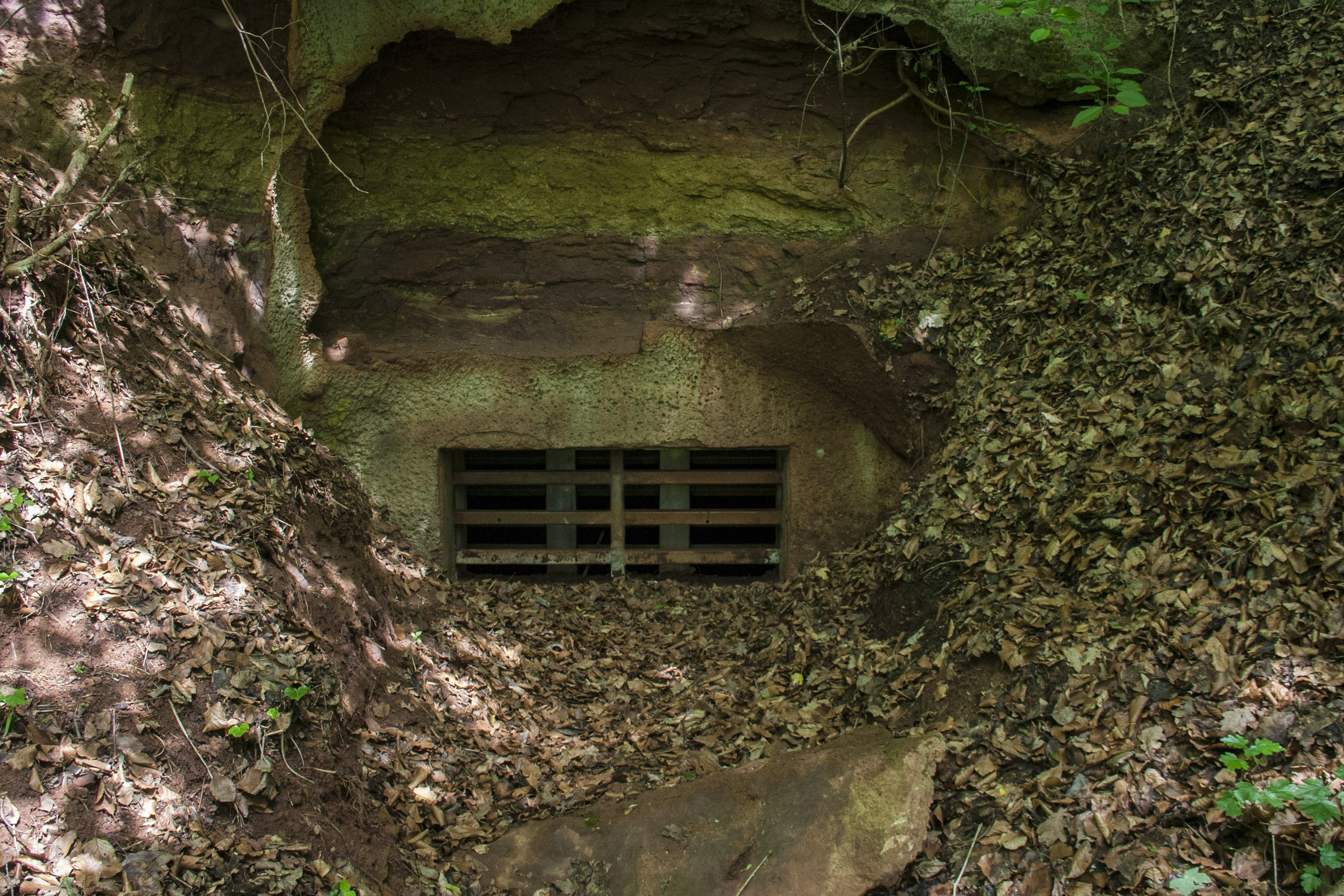
Eingang "A"
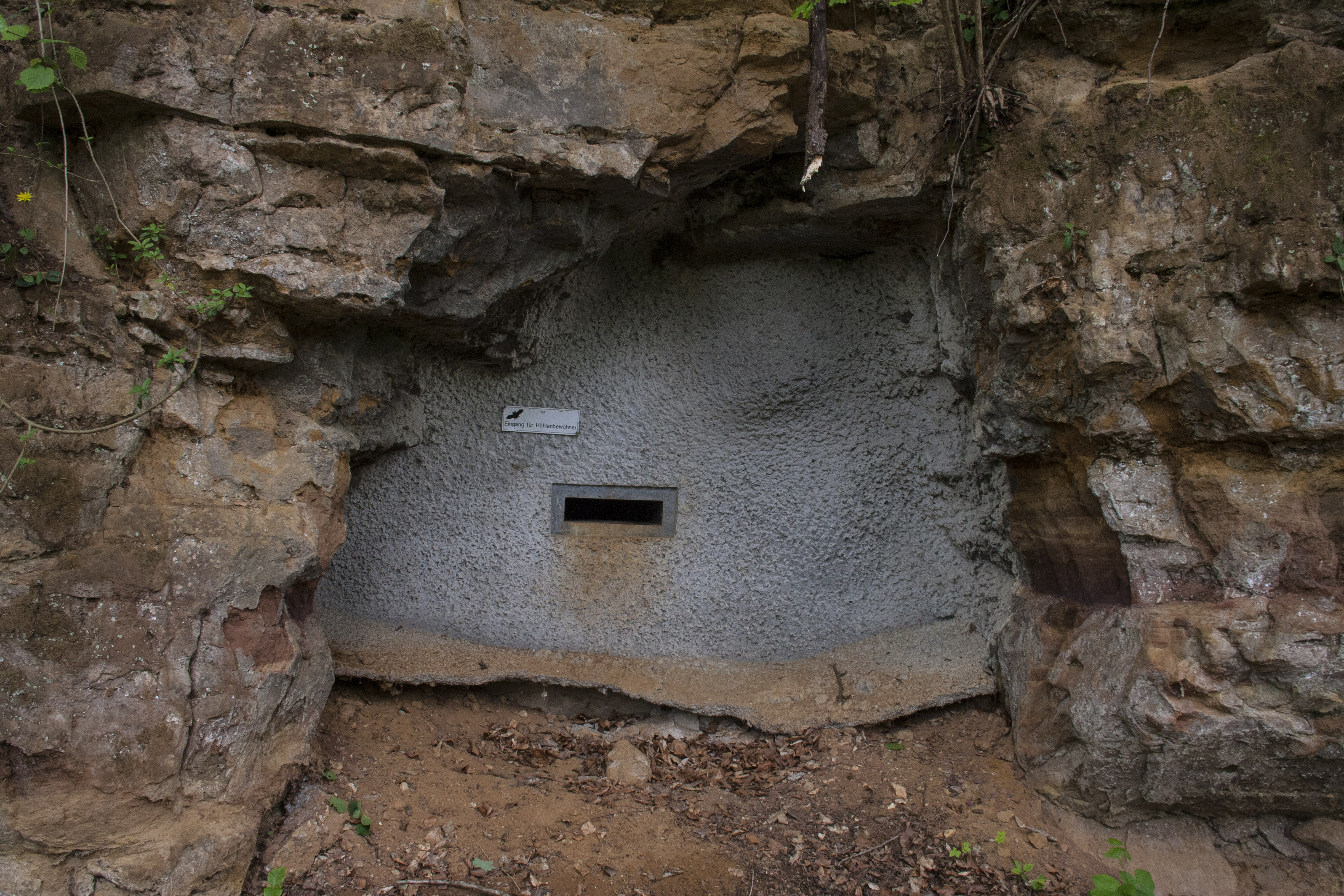
Eingang "B"
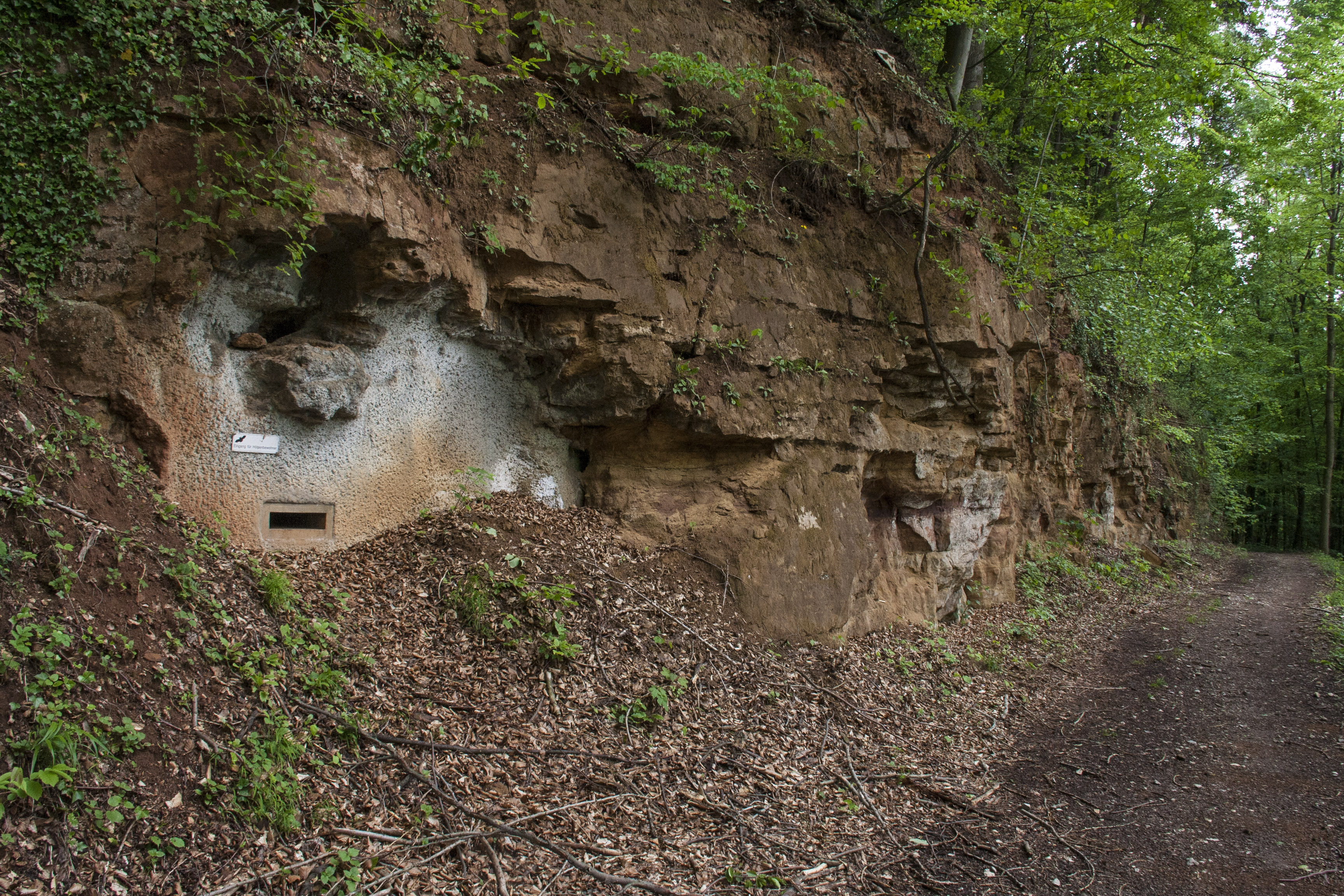
Eingang "C"
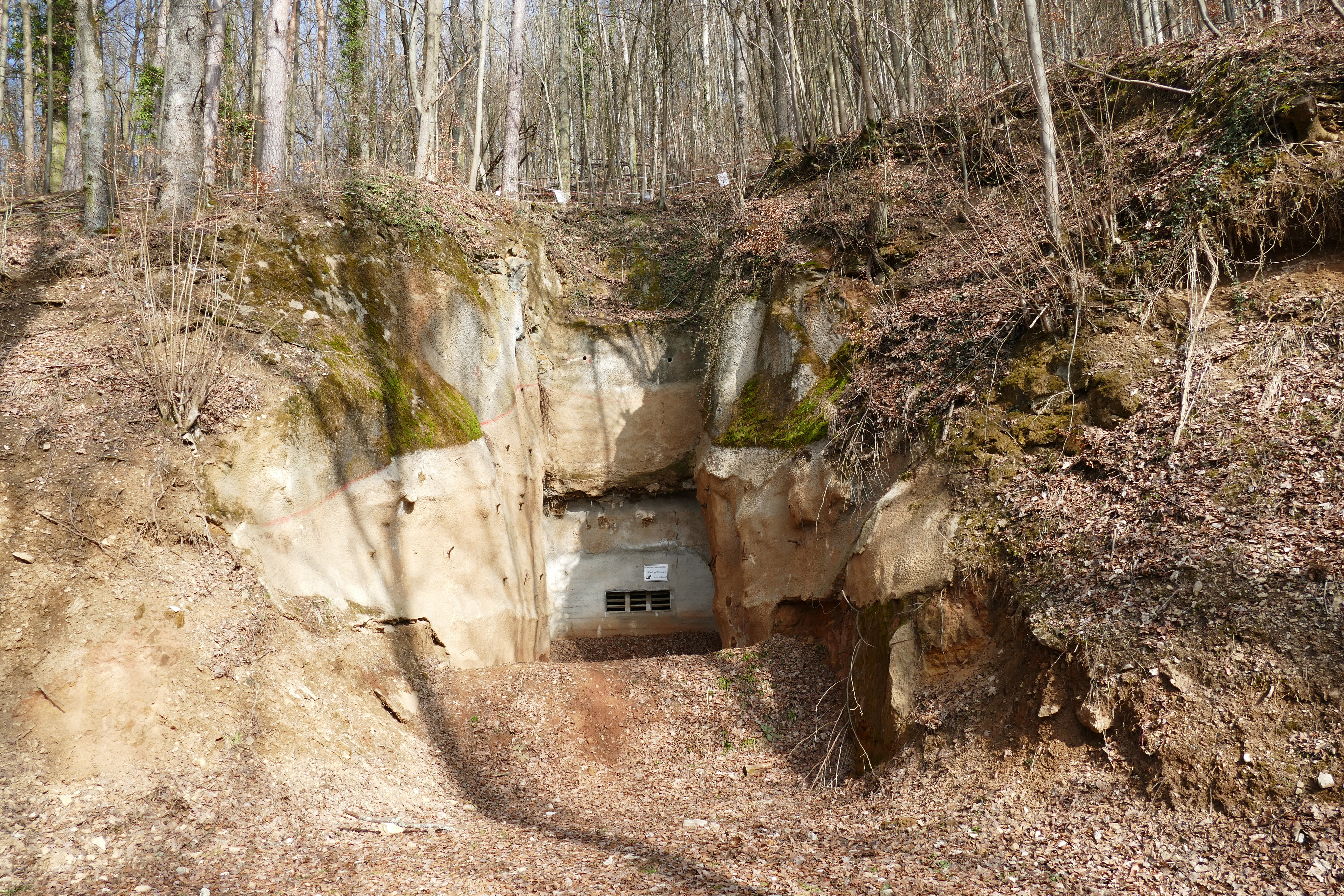
Eingang "D", 2021
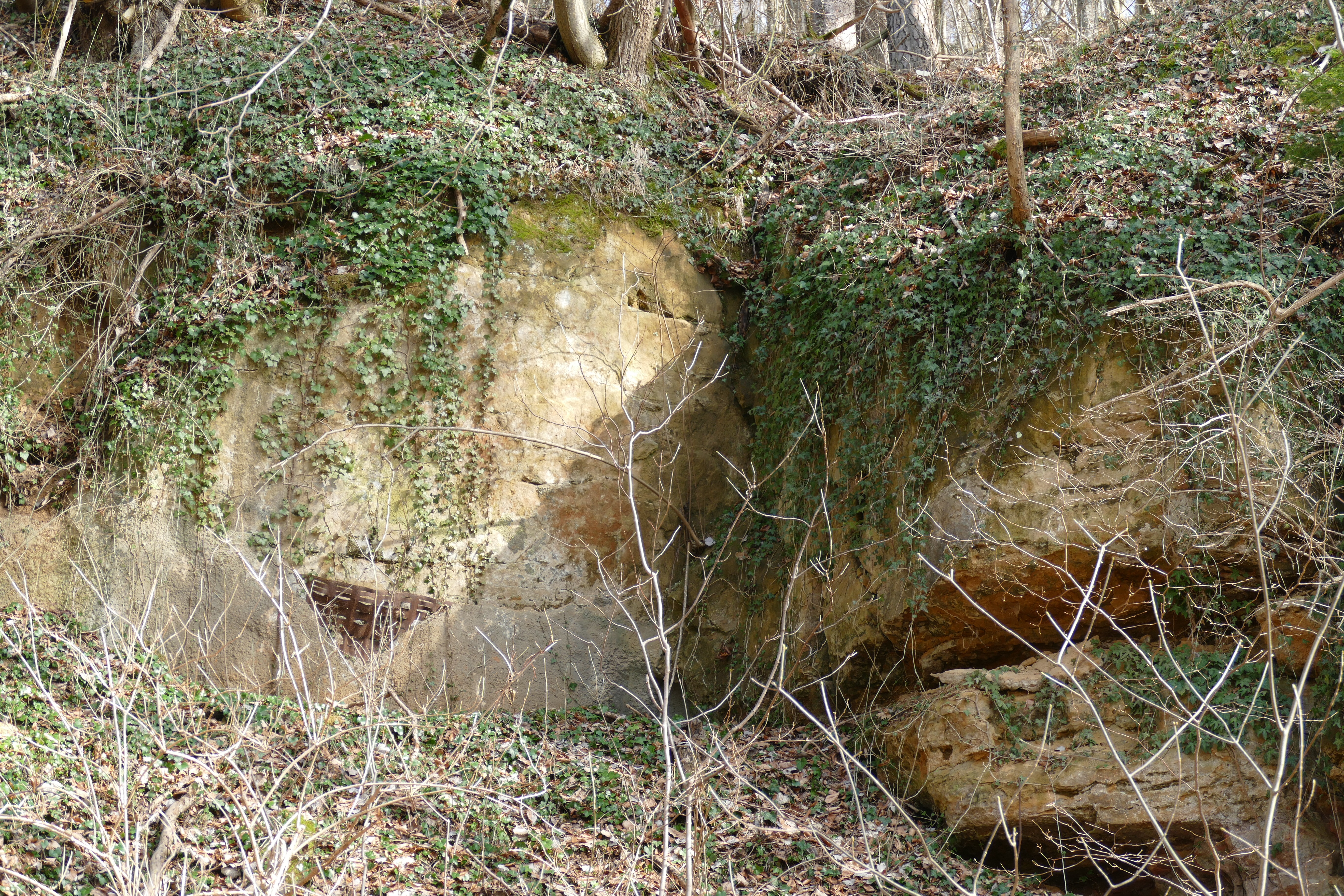
Eingang "E"
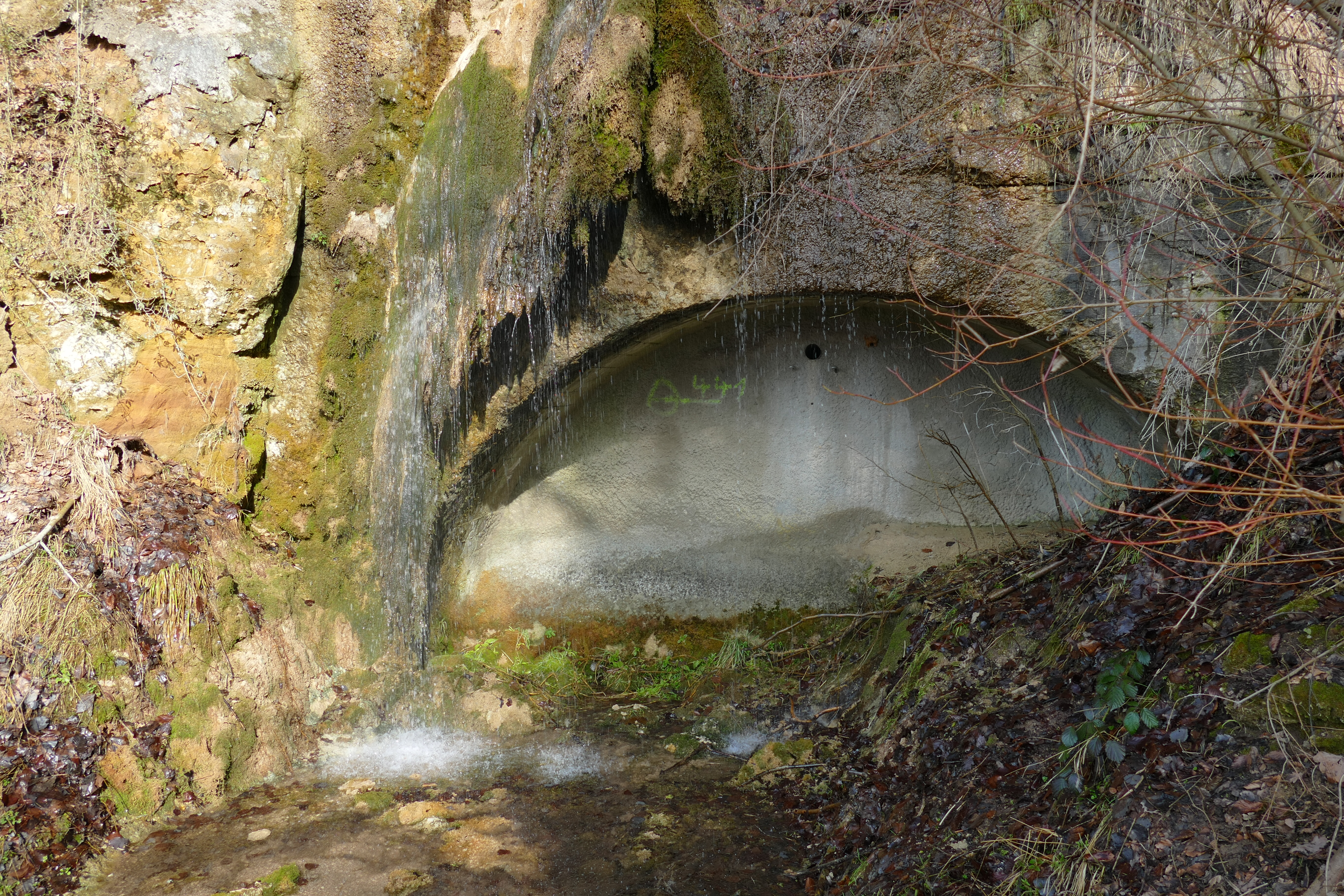
Eingang "G", 2021
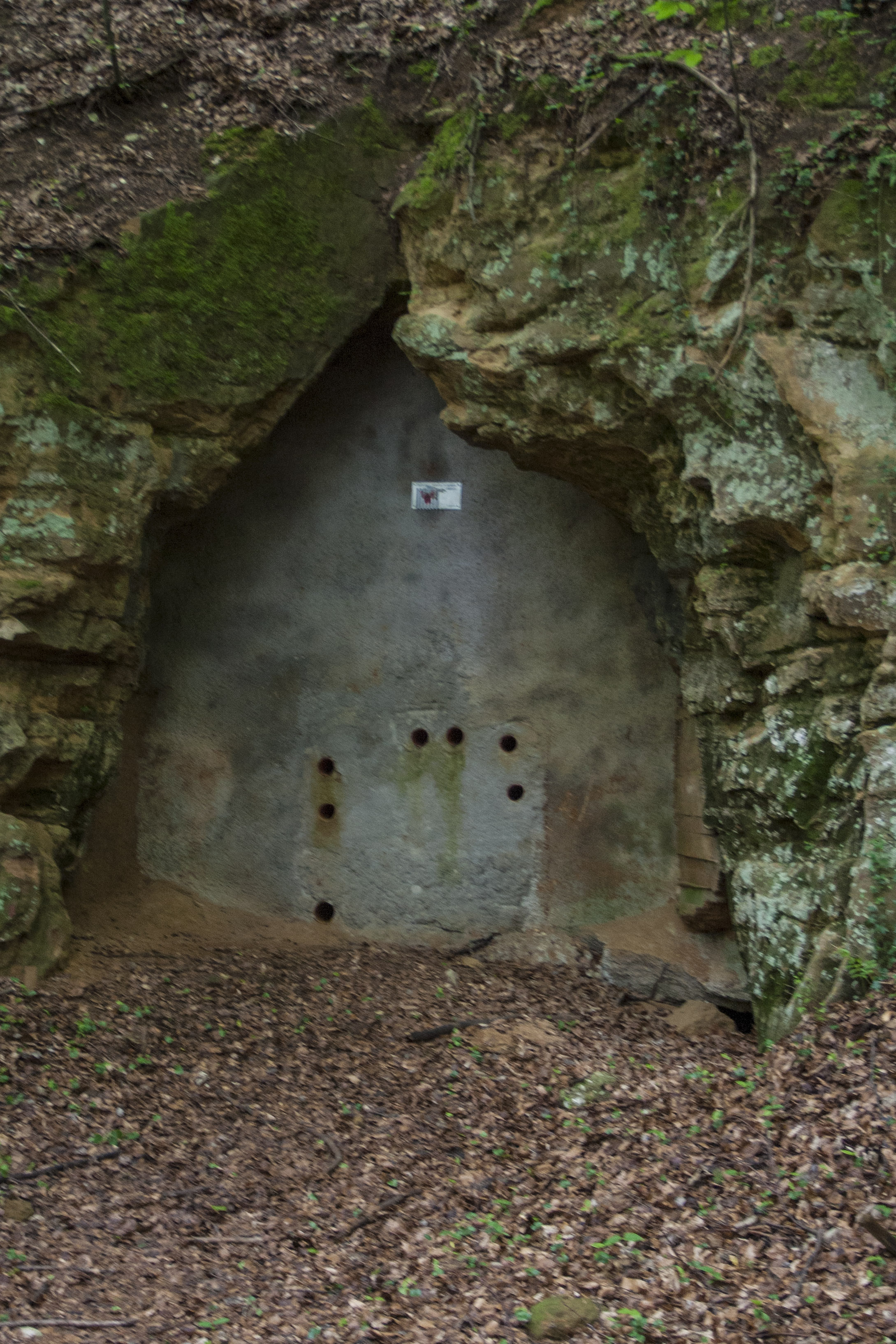
Eingang "H", 2014